# Gibbonsia elegans
Gibbonsia elegans är en fiskart som först beskrevs av Cooper, 1864.  Gibbonsia elegans ingår i släktet Gibbonsia och familjen Clinidae. Inga underarter finns listade i Catalogue of Life.